# Peter Graf (Pädagoge)
Peter Graf (* 2. Juli 1943 in Kolbermoor) ist ein deutscher Pädagoge, Philologe und Theologe. Er war Professor für Interkulturelle Pädagogik an der Universität Osnabrück.

## Leben
Peter Graf studierte in Lyon und München. Das Studium der Theologie schloss er 1972 mit Diplom ab. Er promovierte 1975 in Romanistik und legte in Germanistik das Staatsexamen für das höhere Lehramt ab. Er war von 1977 bis 1984 wissenschaftlicher Assistent an der LMU in München, wo er sich 1984 im Fach Pädagogik habilitierte. Er war dort anschließend bis 1986 Privatdozent und ab 1987 Professor für Interkulturelle Pädagogik an der Universität Osnabrück, wo er am Institut für Erziehungswissenschaft bis zu seiner Pensionierung im Jahre 2008 tätig war. Grafs Forschungsschwerpunkte waren Bilingualismusforschung und zweisprachige Erziehung, Spracherwerb und frühes Fremdsprachenlernen, Lernen in der Zweitsprache Deutsch, interkultureller und interreligiöser Dialog.
Er setzte sich für die Einrichtung eines Master-Studiengangs Islamische Religionspädagogik im Rahmen der Lehrerbildung an der Universität Osnabrück ein. Minderheiten müssten gleichrangig behandelt werden und ihnen in der Schule eine religiöse ethische Erziehung angeboten werden. „Es sind deutsche Jugendliche muslimischen Glaubens, und denen einen deutschsprachigen Islamunterricht anzubieten, ist die Aufgabe des Staates.“

## Auszeichnung
Peter Graf wurde 2019 mit dem Verdienstorden der Bundesrepublik Deutschland ausgezeichnet für seine Forschung auf dem Gebiet der interkulturellen Bildung wie auch für seine Mitwirkung an der Gründung des Instituts für Migrationsforschung und interkulturelle Studien (IMIS) an der Universität Osnabrück im Jahr 1991 und sein Engagement für einen Weiterbildungsstudiengang für islamischen Religionsunterricht in deutscher Sprache.

## Schriften (Auswahl)
Monografien
- Frühe Zweisprachigkeit und Schule. Empirische Grundlagen zur Erziehung von Minderheitenkindern. München 1987, ISBN 3-19-001455-8.
- mit Helmut Tellmann: Vom frühen Fremdsprachenlernen zum Lernen in zwei Sprachen. Schulen auf dem Weg nach Europa. Frankfurt am Main 1997, ISBN 3-631-31237-7.
- mit Peter Antes: Strukturen des Dialogs mit Muslimen in Europa. Frankfurt am Main 1998, ISBN 3-631-32531-2.
- Religiöse Bildung als Weg. Selbstfindung in einer Welt der kulturellen Vielfalt. Einführung in eine Theologie des Weges. Frankfurt am Main 2016, ISBN 3-631-64537-6.
- Sieben Tore des Erkennens auf dem Weg. Die Lebenslinie erfahren. EOS Verlag, St. Ottilien 2023, ISBN 978-3-8306-8185-4.

als Herausgeber
- Der Islam im Westen – der Westen im Islam. V&R unipress, 1. Auflage, Göttingen 2004, ISBN 978-3-89971-150-9.
- mit Wolfgang G. Gibowski: »Islamische Religionspädagogik« – Etablierung eines neuen Faches. Bildungs- und kulturpolitische Initiativen des Landes Niedersachsen. V&R unipress, 1. Auflage, Göttingen 2007, ISBN 978-3-89971-283-4.
- Peter Graf; Antonio Fernández-Castillo (Hrsg.): Schüler auf dem Weg nach Europa. Interkulturelle Bildung und Mehrsprachigkeit in der Schule. Julius Klinkhardt, Heilbronn 2011, ISBN 978-3-7815-1781-3.